# Ski-arc
Le ski-arc, ou biathlon-archerie, est un sport d'hiver combinant une course de ski de fond et des sessions de tir à l'arc. Il s'agit donc d'une variante du biathlon où la carabine est remplacée par un arc.